# Буравцева, Екатерина Сергеевна
Екатерина Сергеевна Буравцева (род. 21 мая 1985) — российская дзюдоистка, чемпионка и призёр чемпионатов России, мастер спорта России международного класса.

## Биография
Выпускница Российского государственного педагогического университета имени А.И. Герцена (Санкт-Петербург). Ушла из большого спорта в 2012 году. Работает тренером СДЮСШОР по дзюдо имени А. С. Рахлина (Санкт-Петербург).

## Спортивные результаты
- Чемпионат Европы среди кадетов 2000 года — ;
- Чемпионат России среди кадетов 2001 года — ;
- Чемпионат России среди юниоров 2004 года — ;
- Чемпионат России среди молодёжи 2002 года — ;
- Чемпионат России среди молодёжи 2005 года — ;
- Чемпионат России среди молодёжи 2007 года — ;
- Чемпионат России по дзюдо 2007 года — ;
- Чемпионат России по дзюдо 2009 года — ;
- Чемпионат России по дзюдо 2010 года — ;
- Чемпионат России по дзюдо 2011 года — ;
- Чемпионат России по дзюдо 2012 года — ;

## Личные достижения
- Заслуженный работник физической культуры Российской Федерации (6 сентября 2024 года) — за большой вклад в развитие и популяризацию дзюдо в Российской Федерации, активную общественную деятельность[1].

## Известные воспитанники
Прокопенко, Алёна Юрьевна (1992) — бронзовый призёр чемпионата мира, трёхкратная чемпионка России, чемпионка и призёр чемпионатов мира среди военнослужащих, мастер спорта России.